# スナリーギャスター

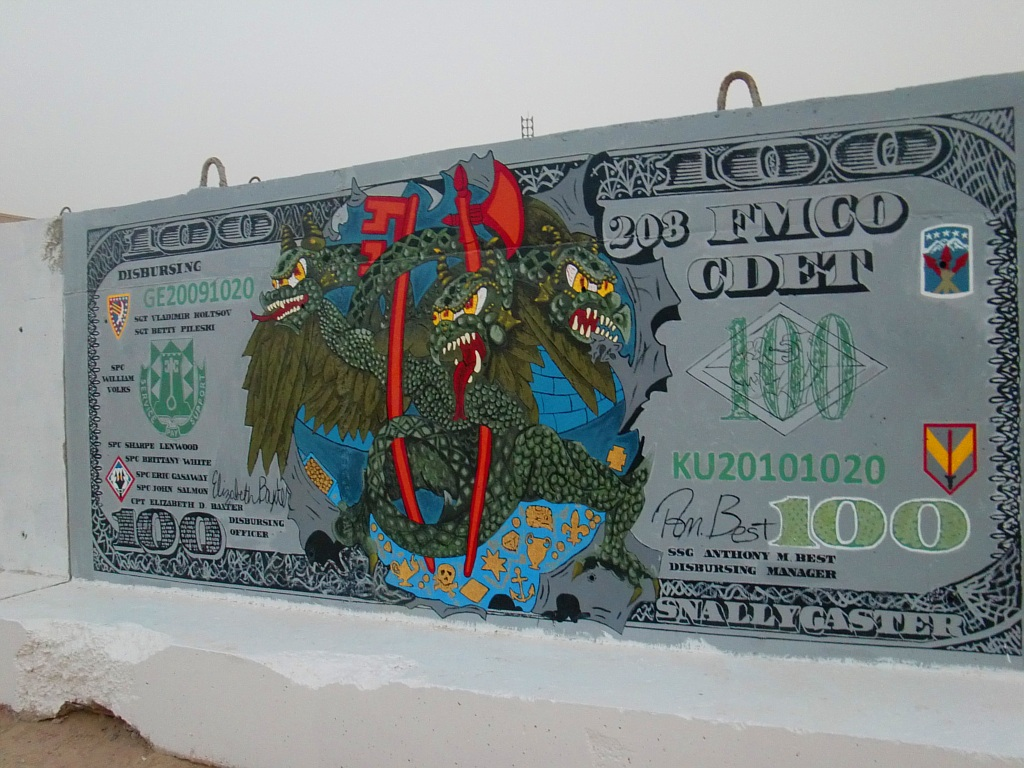
スナリーギャスター

スナリーギャスター（Snallygaster）とは、アメリカ合衆国メリーランド州フレデリック郡の伝承にあるドラゴンに似た怪物である。ドイツ人が1730年代に「Schneller Geist」と呼んだことからこの名が付いた。意味は「素早い霊」という意味である。1909年2月および3月には地元新聞にも掲載された。